# My Darkest Days
My Darkest Days foi uma banda de rock canadense formada em Peterborough, Ontário, composto pelo vocalista Matt Walst, baixista Brendan McMillan, baterista Doug Oliver e tecladista Reid Henry. Eles foram descobertos por Chad Kroeger, da Nickelback, que os assinou com sua gravadora, 604 Records. Eles são mais conhecidos por seu single de 2010 "Porn Star Dancing".
Em 2013, após a saída do vocalista Adam Gontier do Three Days Grace, Matt Walst foi contratado como vocalista substituto da banda. Atualmente Matt está ocupado com o Three Days Grace, enquanto seus colegas de banda começaram seus próprios projetos paralelos.

## Integrantes

### Última formação
- Matt Walst – vocais, guitarra rítmica (2005–2013)
- Sal Coz Costa – guitarra, vocais (2009–2013)
- Reid Henry – guitarra rítmica, backing vocals, teclado (2010–2013)
- Brendan McMillan – baixo, backing vocals (2005–2013)
- Doug Oliver – bateria, percussão (2005–2013)

### Ex-integrantes
- Chris McMillan – guitarra, vocais (2005–2007)
- Paulo Neta – guitarra, vocais (2008–2009)

## Discografia

### Álbuns de estúdio
- My Darkest Days (2010)
- Sick and Twisted Affair (2012)

### Singles
- "Porn Star Dancing" (2010)
- "Move Your Body" (2011)
- "Every Lie" (2011)
- "Casual Sex" (2011)
- "Sick and Twisted Affair" (2012)